# 君特·纪尧姆

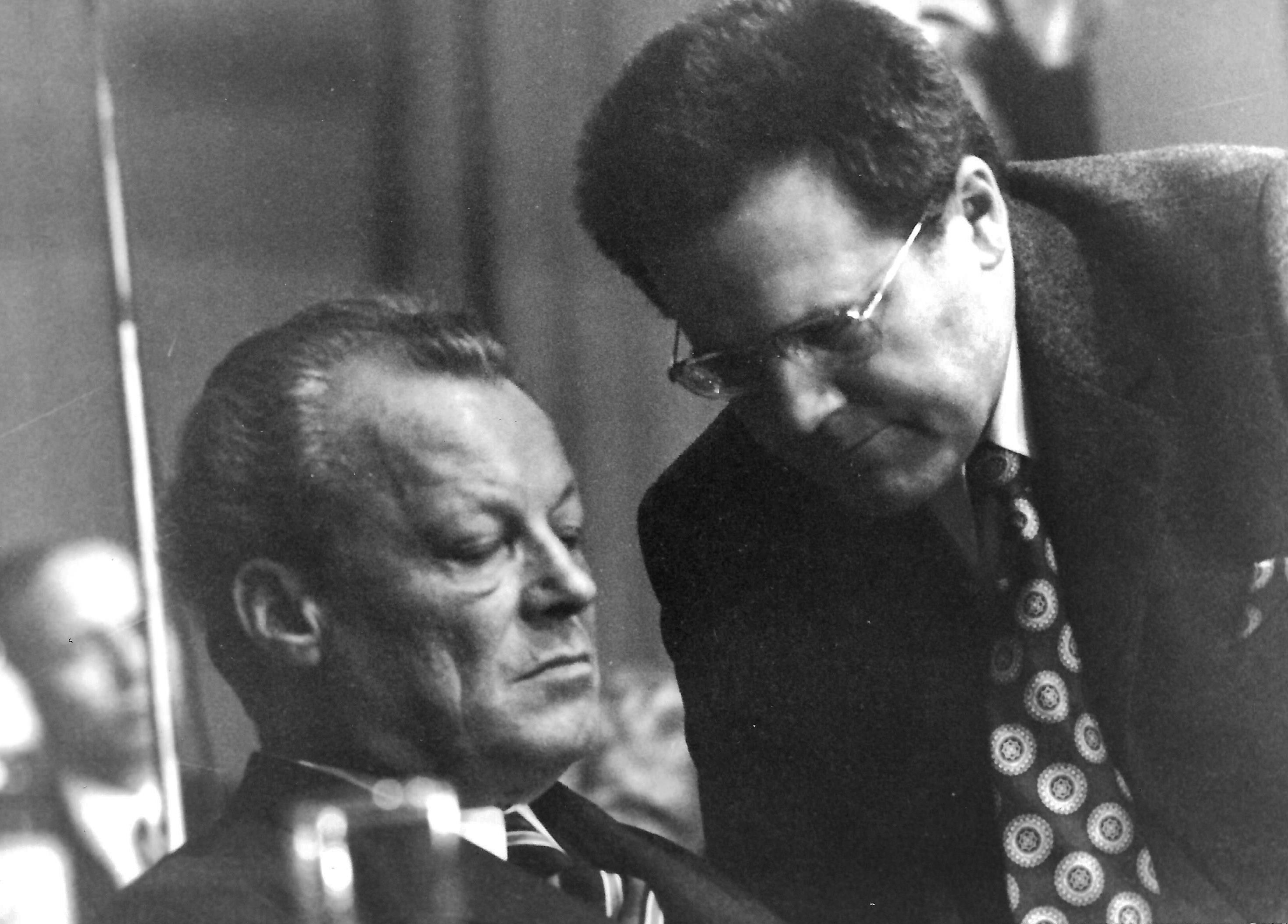
君特·纪尧姆和维利·勃兰特

君特·纪尧姆 （德語：Günter Guillaume，1927年2月1日—1995年4月10日），生于柏林，东德国家安全部（史塔西）安插在西德的间谍，也是潜伏在西德政府中层级最高的东德间谍。他在1972年至1974年擔任西德总理维利·勃兰特的私人政治助理。他被发现為東德間諜当时引起了整个世界的轰动，这一事件最终导致了维利·勃兰特的辞职。

## 生平

### 童年
1927年纪尧姆作为一个音乐家的孩子出生于柏林。二战中的1944/45年间他是预备役炮兵，2007年7月柏林日報根据历史学家古茨·阿莱的调查报道，1944纪尧姆曾作为希特勒青年团的团员加入过纳粹党。1945年他返回了柏林并且在那里从事攝影师的工作。

### 进入國家安全部
1950年纪尧姆在东柏林的一家出版社的编辑部工作。1950年到1956年期间纪尧姆接受了东德国家安全部的征召成为了一名间谍并且接受了进入西德潜伏的相关的培训。1951年，他和同样是东德安全部间谍的克里斯特尔·布姆结婚。婚后两人育有一子：皮埃尔·布姆。1952年纪尧姆加入了德国统一社会党。1956年，他被安全部派往西德的法兰克福，他的身份是这里经营一家咖啡店。

### 间谍活动
1957年他加入了德国社会民主党，他的妻子成为了社民党黑森州南部办公室的秘书。1964年起，纪尧姆开始在社民党的党务系统中工作，1969年他组织了当时的联邦交通部部长格奥尔格·勒伯尔的竞选活动，并且展示了极强的组织才能。不久纪尧姆被勒伯尔推荐成为了新当选的社民党总理勃兰特的私人政治助理，从而进入了西德政权的核心，能够掌握勃兰特最核心的机密。

### 获刑
1972年初，被捕的潜伏在联邦德国一位工会干部克罗纳记事本里，出现了纪尧姆的名字。1972年5月，作为记者的间谍格斯多夫被捕，纪尧姆的名字同样出现在他的记事本上。与此同时，一个比联邦德国在东柏林有更多情报来源的某国告诉联邦情报局：民主德国政府掌握着来自联邦德国总理身边最亲近的人的大量情报。这一告诫被波恩的密码专家从截获的密码电报中所证实。1972年12月，被策反的苏联少校瓦季姆秘密指认，纪尧姆曾经是他在基辅陆海空三军军事学院的训练班同学。 
1973年年中，西德的情报机构就已经获得了纪尧姆可能从事间谍活动的信息，但是直到一年多以后的1974年4月24日纪尧姆才在波恩被正式逮捕。在审判过程中，纪尧姆承认说：“我是民主德国国家人民军的军官和国家安全部的工作人员，我请求尊重我的荣誉。他的被发现和被审判在西德引起了巨大的轰动，引发了西德巨大的国内政治危机，并且导致了1974年5月7日维利·勃兰特的辞职。1974年7月6日西德联邦议会决定成立调查委员会，彻查整个事件，并且加强了对政府内部的监控。
1975年12月，纪尧姆因叛国的罪名被判处十三年监禁，他的妻子也被判入狱八年。

### 返回东德及晚年生活
1981年，在东西德的一次间谍交换中纪尧姆夫妇被释放回到了东德。在东德他被称作“和平间谍”，夫妻两人都获得了卡尔·马克思勋章。君特·纪尧姆还被提升为国家安全部的上校。
1985年1月28日，纪尧姆由于“对于民主德国的和平安全与强盛做出的特殊贡献”而被波茨坦的国家安全部大学（德語：Hochschule des Ministeriums für Staatssicherheit）授予名誉法学博士学位。
由于与同样在国家安全部工作的护士艾尔卡·布吕尔有染，1981年12月16日，纪尧姆夫妇正式离婚。1986年纪尧姆和比自己小15岁的布吕尔结婚，并且从这时起用了她的姓，改名为君特·布吕尔。1986年和1988年他出版了自己的自传《聲明》。
1995年4月10日，他病逝于勃兰登堡州的梅基施-奥得兰县。

## 家庭
纪尧姆夫妇的儿子皮埃尔·纪尧姆，1957年出生于法兰克福，1975年在父母被捕后移居东柏林，并且在那里接受了成为摄影记者的专业培训，尽管生活有国家安全局的人照顾，并且可以享有一些特权，比如自己有电话，可以去西德看朋友，但是，皮埃尔仍然感到很难适应东德的生活。1988年他向东德政府提交了移居西德的申请，并且得到了批准，前提是他不能再用自己的纪尧姆的姓氏，因此他使用了母亲出嫁前的姓并改名为皮埃尔·布姆，2004年他出版了一本书《陌生的父亲》，回忆了父亲的经历。
纪尧姆的前妻克里斯特尔·布姆2004年3月20日因心脏病死去。

## 相关文献
- Klaus Eichner, Gotthold Schramm (Hrsg.): Kundschafter im Westen. Spitzenquellen der DDR-Aufklärung erinnern sich. Edition Ost, Berlin 2003, ISBN 3-360-01049-3.
- 君特·纪尧姆: Die Aussage : wie es wirklich war [聲明：真的是這樣]. Universitas, München 1990, ISBN 3-8004-1229-2.
- Hermann Schreiber: Kanzlersturz. Warum Willy Brandt zurücktrat. Econ, München 2003, ISBN 3-430-18054-6.
- 皮埃尔·布姆，Gerhard Haase-Hindenberg [陌生的父亲. 纪尧姆之子回忆父亲] Aufbau-Taschenbuch-Verlag, Berlin 2005, ISBN 3-7466-2146-1.